# Macromesus mediterraneus
Macromesus mediterraneus är en stekelart som beskrevs av Bachmaier 1973. Macromesus mediterraneus ingår i släktet Macromesus och familjen puppglanssteklar.
Artens utbredningsområde är Frankrike. Inga underarter finns listade i Catalogue of Life.